# Cladiella
Cladiella Gray, 1869 è un genere di ottocoralli della famiglia Alcyoniidae.

## Descrizione
Come ogni corallo molle è privo di un sostegno scheletrico rigido. Ha una forma tubolare, molto allungata, con una piccola corona di tentacoli. Le dimensioni possono raggiungere i 100 centimetri.
Se infastiditi, i polipi contraggono rapidamente i tentacoli, espellendo l'acqua che li riempie, e assumono una colorazione più chiara.

## Biologia

### Alimentazione
In natura si nutre sia dei prodotti delle zooxantelle endosimbionti sia di tutto ciò di animale che arriva a portata dei tentacoli della colonia.

### Riproduzione
È un corallo che si riproduce per via asessuata, che permette poca variabilità ma molta prole. Ogni individuo si fissa saldamente al substrato mediante un disco adesivo.

## Distribuzione e habitat
È diffuso nell'Oceano Pacifico, in quello Indiano e nel Mar Rosso.
Necessita una temperatura compresa tra i 24°/27°, ed una densità che oscilla tra i 1022/1024.

## Tassonomia
Comprende le seguenti specie:
- Cladiella arborea (Utinomi, 1954)
- Cladiella arbusculoides Verseveldt & Benayahu, 1978
- Cladiella aspera Tixier-Durivault, 1970
- Cladiella australis (Macfadyen, 1936)
- Cladiella bottai (Tixier-Durivault, 1943)
- Cladiella brachyclados Ehrenberg, 1834
- Cladiella ceylonica (Pratt, 1905)
- Cladiella conifera (Tixier-Durivault, 1943)
- Cladiella crassa (Tixier-Durivault, 1943)
- Cladiella daphnae van Ofwegen & Benayahu, 1992
- Cladiella densa Tixier-Durivault, 1970
- Cladiella devaneyi Verseveldt, 1977
- Cladiella digitulatum (Klunzinger, 1877)
- Cladiella dollfusi (Tixier-Durivault, 1943)
- Cladiella echinata (Tixier-Durivault, 1943)
- Cladiella elegantissima (May, 1899)
- Cladiella elongata (Tixier-Durivault, 1944)
- Cladiella exigua (Tixier-Durivault, 1944)
- Cladiella foliacea (Tixier-Durivault, 1944)
- Cladiella germaini (Tixier-Durivault, 1942)
- Cladiella globulifera (Klunzinger, 1877)
- Cladiella globuliferoides (Thomson & Dean, 1931)
- Cladiella gracilis (Tixier-Durivault, 1944)
- Cladiella hartogi Benayahu & Chou, 2010
- Cladiella hicksoni (Tixier-Durivault, 1944)
- Cladiella hirsuta Tixier-Durivault, 1970
- Cladiella humesi Verseveldt, 1974
- Cladiella irregularis (Tixier-Durivault, 1944)
- Cladiella kashmani Benayahu & Schleyer, 1996
- Cladiella klunzingeri Thomson & Simpson, 1909
- Cladiella krempfi (Hickson, 1919)
- Cladiella kukenthali (Tixier-Durivault, 1942)
- Cladiella laciniosa (Tixier-Durivault, 1944)
- Cladiella latissima (Tixier-Durivault, 1944)
- Cladiella leptocheles
- Cladiella letourneuxi (Tixier-Durivault, 1944)
- Cladiella lineata (Tixier-Durivault, 1944)
- Cladiella madagascarensis (Tixier-Durivault, 1944)
- Cladiella michelini (Tixier-Durivault, 1944)
- Cladiella minuta (Tixier-Durivault, 1944)
- Cladiella multiloba Tixier-Durivault, 1970
- Cladiella pachyclados (Klunzinger, 1877)
- Cladiella papillosa Tixier-Durivault, 1942
- Cladiella pauciflora Ehrenberg, 1834
- Cladiella prattae (Tixier-Durivault, 1944)
- Cladiella pulchra (Tixier-Durivault, 1944)
- Cladiella ramosa Tixier-Durivault, 1970
- Cladiella rotundata Tixier-Durivault, 1970
- Cladiella scabra Tixier-Durivault, 1970
- Cladiella similis (Tixier-Durivault, 1944)
- Cladiella sphaerophora (Ehrenberg, 1834)
- Cladiella steineri Verseveldt, 1982
- Cladiella studeri (Tixier-Durivault, 1944)
- Cladiella subtilis Tixier-Durivault, 1970
- Cladiella suezensis (Tixier-Durivault, 1944)
- Cladiella tenuis (Tixier-Durivault, 1944)
- Cladiella thomsoni (Tixier-Durivault, 1944)
- Cladiella tualerensis (Tixier-Durivault, 1944)
- Cladiella tuberculoides (Tixier-Durivault, 1944)
- Cladiella tuberculosa (Quoy & Gaimard, 1833)
- Cladiella tuberosa (Tixier-Durivault, 1944)
- Cladiella variabilis (Tixier-Durivault, 1944)

## Acquariofilia
Questo corallo è pescato unicamente per la sua alta richiesta nel campo dell'acquariofilia. In cattività è un animale dall'allevamento molto semplice, è consigliato per i meno esperti proprio per la robustezza che lo distingue dagli altri invertebrati. 

È adatto per un acquario di barriera, popolato da animali non aggressivi.